# Don Redman
Donald Matthews Redman, conocido como Don Redman (Piedmont, Virginia Occidental, 29 de julio de 1900-Nueva York, 30 de noviembre de 1964) fue un arreglista, compositor, director de orquesta, cantante, clarinetista, oboísta y saxofonista estadounidense de jazz tradicional y swing.
Tras realizar estudios musicales con su padre, y cen varios conservatorios, se traslada a Nueva York en 1923, para tocar con la orquesta de Billy Paige. En 1924 entra a trabajar en la big band de Fletcher Henderson, con quien realiza sus primeras grabaciones. Procedente de una ciudad con fuerte arraigo del blues (Blues de Piedmont), Redman acompañará a las mejores cantantes del género: Bessie Smith, Ma Rainey, Ethel Waters... En 1925 grabará un par de sesiones con Duke Ellington.
En 1927 se traslada a Detroit, para dirigir a los McKinney's Cotton Pickers, con quienes permanece hasta 1931, logrando un gran éxito. En 1931, regresa a Nueva York y forma su propia banda, con músicos de los Cotton Pickers. Con esta orquesta, permanecerá como fijo en el Connie's Inn, hasta 1940, con un enorme éxito que se plasma en programas de radio y grabaciones.
Paralelamente, realiza arreglos para las bandas de músicos como Louis Armstrong (1928), Paul Whiteman, Ben Pollack, Isham Jones y Bing Crosby, además de colaborar en grabaciones con Fats Waller y Billie Holiday. A partir de 1941 abandona su papel como director de orquesta, y se centra en la realización de arreglos para Count Basie, Jimmie Lunceford, Cab Calloway y Jimmy Dorsey. Puntualmente retoma su banda para realizar giras (1943, 1946). En 1949 graba junto a Sonny Rollins y realiza diversos programas de televisión. Pero a partir de 1955, comienza a ser cada vez más inusual su presencia en los escenarios, hasta su fallecimiento.
Redman es una figura esencial en el desarrollo del jazz. Dominador de la escena neoyorkina en los años 1930, su estilo de arreglos, planteado en su estancia con Henderson, influenció a todas las orquestas de la época y supuso el paso del jazz tradicional a la modernidad. Creó las relaciones entre secciones de metales que aún hoy se mantiene como forma básica de los arreglos para big band, y fue además un compositor notable, con temas que han permanecido en el jazz de las siguientes décadas. Inventó también una fórmula orquestal de coro vocal al unísono, contestando a la voz solista, que luego fue explotado al máximo por Tommy Dorsey con Frank Sinatra. También como cantante y solista instrumental, fue un músico notable.
Don Redman era tío del también saxofonista Dewey Redman y, por tanto, tío-abuelo de Joshua Redman.